# Ammannia bequaertii
Ammannia bequaertii är en fackelblomsväxtart som först beskrevs av De Wild., och fick sitt nu gällande namn av S.A.Graham och Gandhi. Ammannia bequaertii ingår i släktet Ammannia och familjen fackelblomsväxter. Inga underarter finns listade i Catalogue of Life.